# Zwartkopsibia
De zwartkopsibia (Heterophasia desgodinsi) is een zangvogel uit de familie Leiothrichidae. Deze vogel is genoemd naar zijn ontdekker, de Franse missionaris Auguste Desgodins (1826-1913).

## Verspreiding en leefgebied
Deze soort komt voor in China en Indochina en telt vijf ondersoorten:
- H. d. desgodinsi: noordelijk Myanmar en zuidelijk China.
- H. d. tonkinensis: noordelijk Vietnam.
- H. d. engelbachi: zuidelijk Laos.
- H. d. kingi: centraal Vietnam.
- H. d. robinsoni: zuidelijk Vietnam.

## Status
De grootte van de populatie is niet gekwantificeerd maar de soort wordt omschreven als doorgaans algemeen, maar schaars in Vietnam. Op de Rode lijst van de IUCN heeft deze soort de status niet bedreigd.